# Klüt (Detmold)
Klüt  este o localitate situată la 3 km și care aparține de orașul Detmold. Localitățile respectiv sectoarele vecine  Barkhausen, Brokhausen, Hakedahl, Detmold-Nord, Jerxen-Orbke, Oettern-Bremke și Loßbruch. Denumirea de Klüt este folosit în dialectul regiunii Lipp pentru a denumi un bulgăre de pământ. Localitatea s-a format prin unirea cătunelor Dehlentrup, Kluet și Röhrentrup (care era înconjurat de apă) acestea aparțineau de Vogtei Heiden (prefectura Heiden).